# 期思河
期思河，是中华人民共和国河南省淮滨县东南部一条河流，为白露河下游左岸一条支流。发源于淮滨县张庄乡九里村，向东沿着期思镇与谷堆乡边界，最后于谷堆乡王围子汇入白露河。全长26公里，流域面积132公里。期思河南部的期思镇为楚相孙叔敖故里，据《淮南子·人间训》记载，孙叔敖担任楚相期间，曾“决期思之水，而灌雩娄之野。”